# Sutura sagitală
Sutura sagitală (Sutura sagittalis) este o sutură aflată între marginile superioare (sagitale) ale oaselor parietale.